# Steve Lennon
Stephen Brendan Lennon (* 25. November 1993 in Carlow) ist ein irischer Dartspieler der Professional Darts Corporation. Sein Spitzname Scuba Steve ist eine Anspielung auf ein Lied aus dem Film Big Daddy.

## Karriere
Lennon ist seit 2011 Dartspieler und spielte zunächst County Darts für Kilkenny und Kildare. Er gewann erstmals ein Turnier in der Ireland Players Championship und besiegte Stephen Byrne im Finale mit 6:1. 2016 schaffte er es gegen Dennis Nilsson ins Finale der Finnischen Meister.
Lennon trat 2017 in die Q-School der Professional Darts Corporation ein und holte sich am dritten Tag eine Tour-Card. Lennon gab sein Weltmeisterschaftsdebüt im Jahr 2018, verlor aber 2:3 gegen Michael Smith in der ersten Runde. Lennon schaffte es 2018 bis ins Finale des Dutch Darts Masters, wo er gegen Michael van Gerwen verlor. Er erreichte das Viertelfinale der 2018 Players Championship Finals und verlor erneut gegen van Gerwen. Bei der Weltmeisterschaft 2019 gewann er in der ersten Runde gegen James Bailey mit 3:0, verlor jedoch in der zweiten Runde gegen Alan Norris mit 2:3.
Nach dem Rückzug von Gary Anderson aus der Premier League 2019 wurde Lennon als einer von neun Anwärtern ausgewählt, um ihn zu ersetzen. Dabei verlor er am 3. Spieltag in Dublin das Spiel gegen Peter Wright mit 5:7.
Am Ende des Jahres 2023 stand Lennon auf Rang 66 in der PDC Order of Merit und muss somit seine Tour Card nach sieben Jahren abgeben. Bei der Q-School 2024 durfte Lennon in der Final Stage an den Start gehen, wo er am ersten Tag seine Tour Card zurückgewann.

## Weltmeisterschaftsresultate

### PDC-Jugend
- 2014: 1. Runde (5:6-Niederlage gegen  James Young)
- 2015: 1. Runde (5:6-Niederlage gegen  Kurt Perry)
- 2016: Viertelfinale (5:6-Niederlage gegen  Berry van Peer)
- 2017: 1. Runde (4:6-Niederlage gegen  Kurt Perry)

### PDC
- 2018: 1. Runde (2:3-Niederlage gegen  Michael Smith)
- 2019: 2. Runde (2:3-Niederlage gegen  Alan Norris)
- 2020: 1. Runde (2:3-Niederlage gegen  Callan Rydz)
- 2021: 2. Runde (1:3-Niederlage gegen  Devon Petersen)
- 2022: 3. Runde (0:4-Niederlage gegen  Mervyn King)
- 2024: 2. Runde (1:3-Niederlage gegen  Jonny Clayton)

## Turnierergebnisse
| Turnier                                    | 2014               | 2015               | 2016               | 2017                           | 2018                           | 2019                           | 2020                           | 2021                           | 2022                           | 2023                           | 2024                           | 2025                           |
| ------------------------------------------ | ------------------ | ------------------ | ------------------ | ------------------------------ | ------------------------------ | ------------------------------ | ------------------------------ | ------------------------------ | ------------------------------ | ------------------------------ | ------------------------------ | ------------------------------ |
| BDO-Major-Turniere                         |                    |                    |                    |                                |                                |                                |                                |                                |                                |                                |                                |                                |
| World Masters                              | 2R                 | 1R                 | 3R                 | n/t                            | n/t                            | n/t                            | n/a                            | Verband insolvent              | Verband insolvent              | Verband insolvent              | Verband insolvent              | Verband insolvent              |
| WDF-Platin-/Major-Turniere                 |                    |                    |                    |                                |                                |                                |                                |                                |                                |                                |                                |                                |
| WDF Europe Cup                             | n/t                | n/a                | 2R                 | n/a                            | n/t                            | nicht ausgetragen              | nicht ausgetragen              | nicht ausgetragen              | n/t                            | n/a                            | n/t                            | n/a                            |
| PDC-Ranking-Turniere                       |                    |                    |                    |                                |                                |                                |                                |                                |                                |                                |                                |                                |
| Weltmeisterschaft                          | n/t                | nicht qualifiziert | nicht qualifiziert | nicht qualifiziert             | 1R                             | 2R                             | 1R                             | 2R                             | 3R                             | n/q                            | 2R                             | n/q                            |
| World Masters                              | nicht ausgetragen  | nicht ausgetragen  | nicht ausgetragen  | nicht ausgetragen              | nicht ausgetragen              | nicht ausgetragen              | nicht ausgetragen              | nicht ausgetragen              | nicht ausgetragen              | nicht ausgetragen              | nicht ausgetragen              | VR                             |
| UK Open                                    | n/t                | n/t                | n/t                | 2R                             | n/q                            | AF                             | 3R                             | 4R                             | 4R                             | 3R                             | 2R                             | 2R                             |
| World Matchplay                            | n/t                | n/t                | n/t                | n/q                            | 1R                             | nicht qualifiziert             | nicht qualifiziert             | nicht qualifiziert             | nicht qualifiziert             | nicht qualifiziert             | nicht qualifiziert             | nicht qualifiziert             |
| World Grand Prix                           | n/t                | n/t                | n/t                | n/q                            | 1R                             | nicht qualifiziert             | nicht qualifiziert             | nicht qualifiziert             | nicht qualifiziert             | nicht qualifiziert             | nicht qualifiziert             |                                |
| European Championship                      | n/t                | n/t                | n/t                | n/q                            | 1R                             | n/q                            | 1R                             | nicht qualifiziert             | nicht qualifiziert             | nicht qualifiziert             | nicht qualifiziert             |                                |
| Grand Slam of Darts                        | nicht qualifiziert | nicht qualifiziert | nicht qualifiziert | AF                             | n/q                            | GP                             | nicht qualifiziert             | nicht qualifiziert             | nicht qualifiziert             | GP                             | n/q                            |                                |
| Players Championship Finals                | n/t                | n/t                | n/t                | 2R                             | VF                             | 1R                             | 1R                             | 1R                             | n/q                            | 2R                             | n/q                            |                                |
| PDC-Turniere ohne Einfluss auf das Ranking |                    |                    |                    |                                |                                |                                |                                |                                |                                |                                |                                |                                |
| Premier League Darts                       | nicht eingeladen   | nicht eingeladen   | nicht eingeladen   | nicht eingeladen               | nicht eingeladen               | C                              | nicht eingeladen               | nicht eingeladen               | nicht eingeladen               | nicht eingeladen               | nicht eingeladen               | nicht eingeladen               |
| World Cup of Darts                         | nicht teilgenommen | nicht teilgenommen | nicht teilgenommen | nicht teilgenommen             | 1R                             | F                              | 1R                             | 1R                             | AF                             | n/t                            | n/t                            | n/t                            |
| Karrierestatistiken                        |                    |                    |                    |                                |                                |                                |                                |                                |                                |                                |                                |                                |
| Jahresendplatzierung                       | ?                  | 386                | 42                 | 66                             | 38                             | 38                             | 47                             | 52                             | 53                             | 58                             | 96                             |                                |
| Verband                                    | BDO                | BDO                | BDO                | Professional Darts Corporation | Professional Darts Corporation | Professional Darts Corporation | Professional Darts Corporation | Professional Darts Corporation | Professional Darts Corporation | Professional Darts Corporation | Professional Darts Corporation | Professional Darts Corporation |

| Legende zu den Turnierergebnissen | Legende zu den Turnierergebnissen | Legende zu den Turnierergebnissen | Legende zu den Turnierergebnissen | Legende zu den Turnierergebnissen | Legende zu den Turnierergebnissen | Legende zu den Turnierergebnissen | Legende zu den Turnierergebnissen | Legende zu den Turnierergebnissen | Legende zu den Turnierergebnissen |
| --------------------------------- | --------------------------------- | --------------------------------- | --------------------------------- | --------------------------------- | --------------------------------- | --------------------------------- | --------------------------------- | --------------------------------- | --------------------------------- |
| n/t                               | nicht teilgenommen                | n/q                               | nicht qualifiziert                | n/a                               | nicht ausgetragen                 | #R                                | Aus in jeweiliger Runde           | GP                                | Aus in der Gruppenphase           |
| AF                                | Achtelfinalist                    | VF                                | Viertelfinalist                   | HF                                | Halbfinalist                      | F                                 | Turnierfinalist                   | S                                 | Turniersieger                     |

## Titel

### PDC
- Secondary Tour Events
  - PDC Development Tour
    - PDC Development Tour 2016: 2
    - PDC Development Tour 2017: 8

### Weitere
- 2014: Ireland Players Championship 4